# Кесада-и-Матеус, Хенаро
Хенаро Кесада-и-Матеус (исп. Don Genaro Quesada y Matheus; 6 февраля 1818, Сантандер — 19 января 1889, Мадрид) — испанский генерал, 1-й маркиз де Миравельес.

## Биография
Отличился в 1860 году в экспедиции против Марокко. В 1874 году Серрано доверил ему командование войсками, действовавшими против карлистов. Кесада освободил от блокады Памплону, занял Витторию, разбил карлистов при Вильяреале и оттеснил их до самой границы Франции. Был военным министром в кабинете Кановаса (1884); не принимал участие ни в одном пронунсиаменто.